# Robin George Collingwood
Robin George Collingwood (22 februari 1889 - 9 januari 1943) was een Engelse filosoof en historicus. Hij werd geboren in Cartmel, Grange-over-Sands in Lancashire en was een zoon van de academicus W.G. Collingwood. Hij genoot zijn opleiding aan de Rugby School en aan de Universiteit van Oxford. Zijn bijdragen in de filosofie zijn vooral te situeren op het vlak van de filosofie van de kunst en de geschiedsfilosofie.

## Filosofie
Collingwood is de auteur van een van de belangrijkste verhandelingen in de metafilosofie geschreven in het de eerste helft van de twintigste eeuw, namelijk An Essay on Philosophical Method (1933). Dit essay is een verdediging van de filosofie als een autonome discipline met een eigen methode en onderzoeksonderwerp die verschilt van de exacte en menswetenschappen.
Tijdens zijn carrière als docent, werkte Collingwood ook regelmatig tijdens de zomer op archeologische sites in Groot-Brittannië. Zijn motivatie hiervoor was deels dat hij dit werk zag als een laboratorium waar hij zijn filosofische theorieën kon testen rond de logica van het onderzoek en over de relatie tussen geschiedenis en filosofie. Zijn vele publicaties hierrond vonden hun hoogtepunt in zijn bijdragen aan de Oxford History of England.
Vaak wordt hij beschreven als een van de Britse idealisten, hoewel dit label niet slaagt om zijn specifieke vorm van idealisme te vatten. Deze is eerder conceptueel dan metafysisch. In zijn correspondentie met de filosoof Gilbert Ryle ontkent Collingwood expliciet dit label van "idealist" omdat hij het niet eens was met de sterke rationalistische assumpties die zo typerend waren voor het Britse idealisme aan het einde van de negentiende eeuw. Hierdoor wilde hij er dus niet mee geassocieerd of geïdentificeerd worden.
Vanaf de jaren dertig verschoof Collingwoods aandacht naar het voeren van een dialoog met de nieuwe opkomende school van de analytische filosofie. in An Essay on Metaphysics (1940) doet hij een aanval op de neo-empirische aannames die vaak voorkwamen in de vroege analytische filosofie. Onder andere door dit laatste punt bekleedde Collingwood een aparte plaats in de geschiedenis van de Britse filosofie. Hij verwerpt immers zowel dit neo-empirisme van de analytische filosofie als het soort metafysica die de analytische school probeert omver te werpen.
Een ander belangrijk werk, postuum gepubliceerd in 1946, was The Idea of History. Hierin poogt hij een "filosofie van de geschiedenis" (Engels: philosophy of history) te definiëren en trachtte het onderzoeksobject, de methode en de waarde van geschiedenis te analyseren. Collingwood was van mening dat geschiedenis niet kon bestudeerd worden in dezelfde zin als een exacte wetenschap omdat enerzijds de interne gedachtegangen van historische personen niet konden worden waargenomen door de zintuigen en anderzijds omdat de historische gebeurtenissen zelf niet rechtstreeks waargenomen konden worden. Collingwood stelde voor dat een historicus de geschiedenis moest "reconstrueren" door het gebruik van "historische verbeelding" gebaseerd op de informatie en het bewijs van historische bronnen, om zo de gedachtegangen van de historische personen weder samen te stellen. Hij ontwikkelde daarbij ook een methodologie voor het omgaan met historische bronnen opdat andere historici dezelfde techniek konden gebruiken. Tevens pleitte Collingwood er ook voor dat een historicus zijn bronnen "ondervroeg", poogt uitspraken altijd bevestigd te zien en ook altijd bewust zijn van de eigen bias waardoor men kijkt bij het reconstrueren van een historische gebeurtenis.

## Belangrijkste werken, gepubliceerd tijdens zijn leven
- Religion and Philosophy (1916) ISBN 1-85506-317-4
- Roman Britain (1923, ed. 2, 1932) ISBN 0-8196-1160-3
- Speculum Mentis; or The Map of Knowledge (1924) ISBN 978-1-89740642-7
- Outlines of a Philosophy of Art (1925)
- The Archaeology of Roman Britain (1930) ISBN 978-0-09185045-6
- An Essay on Philosophic Method (1933, rev. ed. 2005). ISBN 1-85506-392-1
- Roman Britain and the English Settlements (with J. N. L. Myres, 1936, second edition 1937)
- The Principles of Art (1938) ISBN 0-19-500209-1
- An Autobiography (1939) ISBN 0-19-824694-3
- The First Mate's Log (1940)
- An Essay on Metaphysics (1940, revised edition 1998). ISBN 0-8191-3315-9
- The New Leviathan (1942, rev. ed. 1992) ISBN 0-19-823880-0

## Postuum gepubliceerde werken
- The Idea of Nature (1945) ISBN 0-19-500217-2
- The Idea of History (1946, revised edition 1993). ISBN 0-19-285306-6
- Essays in the Philosophy of Art (1964)
- Essays in the Philosophy of History (1965) ISBN 0-8240-6355-4
- Essays in Political Philosophy (1989) ISBN 0-19-823566-6
- The Principles of History and Other Writings in Philosophy of History (2001) ISBN 0-19-924315-8
- The Philosophy of Enchantment: Studies in Folktale, Cultural Criticism, and Anthropology (2005) ISBN 0-19-926253-5